# Ybbsitz
Ybbsitz este o localitate din Mostviertel, Austria Inferioară.
Meșteșugul covacilor din Ybbsitz a fost inclus de UNESCO în anul 2010 în Patrimoniul cultural imaterial al umanității.